# Bat (sommet)
Pour les articles homonymes, voir BAT.
Le Bat est un sommet du massif montagneux de Dinara appartenant à la chaîne des Alpes dinariques. Situé en Bosnie-Herzégovine non loin de la Croatie, il culmine à 1 854 mètres d’altitude.
Le massif du Dinara s’étend sur 100 km à travers la Croatie et la Bosnie-Herzégovine. Le Bat est le troisième sommet du massif après le Troglav (1 913 m) et le Konj (1 855 m). La montagne est composée des pics Mali Bat (1 667 m) et Veliki Bat (1 854 m). La localité bosnienne la plus proche est Uništa.
La géologie de la région est de type karstique. À la suite des différentes guerres durant les années 1990, la région a connu quelques affrontements. Des zones ont ainsi été minées et il est dangereux d’y faire des randonnées sans un guide.